# SGP (プロレス)
SGP（エス・ジー・ピー、スペシャリスト・グローバル・プロレスリング）は、愛知県を中心に活動しているプロレス団体。

## 歴史
1994年1月、円谷プロダクション公認覆面レスラー「ウルトラマンロビン」がSGPを設立。10月8日、CLUB DIAMOND HALLで旗揚げ戦を開催。
試合中なぜかメフィラス星人、ガッツ星人、ダダ、ゼットンなどの宇宙人と怪獣に襲われ無効試合になることが多い。その場合は、その対戦相手と急きょタッグを組んで宇宙人&怪獣軍団と再試合を行う戦術で宇宙の平和を守ってきた。
『ウルトラマン』のハヤタ役の黒部進、『ウルトラセブン』のモロボシ・ダン役の森次晃嗣をゲストに招いてトークショーを行い特撮ファンの注目を得る。
メキシコで神父を行いながらルチャリブレのリングに上がり孤児たちを育てているフライ・トルメンタを招聘するなどの活動を行う。現在はトラブルにより断絶状態となっており、これに関しては両者の主張の食い違いから正式な理由は不明。
2012年、円谷プロダクションの経営体制変更により版権切れ問題が起こり話し合いの結果、版権の絡む宇宙人と怪獣の登場を封印することでウルトラマンロビンとしての活動は継続されることに落ち着いた。7月3日、スポルティーバアリーナで行われたウルトラマンロビン対メフィラス星人による「ウルトラマンロビン20周年記念プレミアムマッチ」でウルトラマンロビンが勝利。試合終了後にウルトラマンロビンとメフィラス星人が歴史的な握手を交わし、宇宙人と怪獣による抗争に終止符が打たれた。
2014年8月24日、ウルトラマンロビンがシアタープロレス花鳥風月を運営しているG-TALENTと契約したことが発表され、団体名をシアタープロレスSGP名古屋花鳥風月に改称。
2018年11月9日発売の「週刊プロレス増刊 プロレスラー選手名鑑2019」に掲載されている団体名が「SGP」に戻っており、上記の契約は解消したものと思われる。

## タイトル
- SGP認定グローバルジュニアヘビー級王座
- SGP認定グローバルジュニアヘビー級タッグ王座

## 所属選手
- ウルトラマンロビン

## 歴代所属選手
- 渡辺宏志
- 門尾信彦
- 加藤拳
- 奥村健人
- 浦えりか
- 宇宙銀河戦士アンドロス
- 宇宙銀河戦士ソフィア
- 宇宙銀河戦士サファイヤ
- 宇宙銀河戦士ジャスティーヌ
- 宇宙銀河戦士レイア
- 宇宙銀河戦士SAE
- 宇宙銀河戦士レオナ
- 宇宙銀河戦士ミオ
- 宇宙銀河戦士イオ
- 宇宙銀河騎士ペガサス
- 宇宙銀河騎士ムサシ
- 宇宙銀河剣士カルディアス
- 宇宙銀河闘士スペース・ケンタウロス
- 宇宙銀河狩人ジュエル
- 宇宙銀河狩人セレナ
- 宇宙銀河王子シンドロス
- 宇宙銀河魔法少女ルーチェ
- 宇宙魔女練習生ハルガー

## 歴代参戦宇宙人
- ダダ2000
- 惨殺超人ヤプール
- 宇宙ゲリラ・ダークフェイサー
- 宇宙ゲリラ・シャドーフェイサー
- エイリアン・ガッツ
- クイーン・ザ・ダダ
- 宇宙ゲリラ・ダークフェイサーJr.
- 宇宙恐竜ゼットン
- 吸血獣チュパカブラス
- 悪質宇宙人メフィラス星人
- ダダ・ドスミル
- ダダ・レディース
- 分身宇宙人ガッツ星人
- 三面怪人ダダ
- 異次元人ヤプール
- 名古屋の大怪獣ナゴラ
- ギャラクシーアーマー・メフィラス
- ブラックキラー
- 凶悪宇宙猿人ゴーリー星人
- スペース・アサシン
- キングチュパカブラス